# Плохое кварто
«Плохо́е ква́рто» (англ. Bad quarto) — термин, который ввёл английский библиограф А. У. Поллард для обозначения нескольких первых печатных версий шекспировских пьес. По мнению Полларда, эти печатные версии печатались не по оригинальному тексту Шекспира. К «хорошим» кварто, в терминологии Полларда, относятся те, текст которых в целом совпадает с текстом, напечатанным в первом фолио 1623 года.
Термин плохое кварто применяется к первым кварто изданиям пьес «Ромео и Джульетта» (1597), «Генрих V» (1600), «Виндзорские насмешницы» (1602) и «Гамлет» (1603). По мнению Полларда, все эти тексты являются пересказами оригинального текста Шекспира, восстановленными по памяти несколькими актёрами. По другим версиям, эти тексты являются либо ранними редакциями пьес Шекспира, либо сокращёнными вариантами, которые были сделаны для шекспировской или какой-то другой труппы. Дело в том, что в плохом кварто иногда содержится текст, которого нет в более полных поздних изданиях.

## Версии происхождения
Исследователи текстов обратили внимание на такую особенность: несмотря на то, что в целом тексты «плохих» первых кварто существенно отличаются от более полных поздних текстов, речи одних персонажей совпадают почти дословно, а других существенно расходятся. Например, в «Гамлете» в обоих изданиях полностью совпадают речи третьестепенного персонажа Марцелла, в «Виндзорских насмешницах» совпадают речи трактирщика, в «Убийстве Гонзаго» текст Люциана, а также придворного Вольтиманда. Такие совпадения позволили предположить, что один из актёров восстановил по памяти шекспировскую комедию, чтобы продать её рукопись издателю.
Вероятно «Плохие» кварто печатались без согласия труппы или автора. Чтобы противостоять появлению искажённых текстов, труппа или автор вероятно решились напечатать подлинный текст — вслед за появлением «плохого» кварто «Ромео и Джульетты» в 1597 году было напечатано полное издание пьесы в 1599 году, с указанием на титульном листе, что это кварто содержит текст «заново исправленный, увеличенный и улучшенный». Через год после появления «плохого» кварто «Гамлета» был напечатан полный текст, и опять на титульном листе сказано: «Заново напечатано и увеличено почти вдвое против прежнего согласно полной и точной рукописи».

## Современные издания
Существует два современных издания, куда вошли перепечатки ранних кварто:
- «Новое Кембриджское издание Шекспира: Ранние кварто», Кембридж Юниверсити пресс, 1-й том — 1994.
- «Шекспировские оригиналы: Первые издания», Харвесгер Уитшиф, 1-й том — 1992.

В изданиях есть ремарки, дающие представление об особенностях сценических постановок пьес в шекспировские времена.